# Eleotris fusca
Eleotris fusca är en fiskart som först beskrevs av Forster, 1801.  Eleotris fusca ingår i släktet Eleotris och familjen Eleotridae. IUCN kategoriserar arten globalt som livskraftig. Inga underarter finns listade i Catalogue of Life.